# Rilland
Rilland es una localidad del municipio de Reimerswaal, en la provincia de Zelanda (Países Bajos). Rilland tuvo municipio propio hasta que en 1878 se unió al de Bath para formar el de Rilland-Bath.
La localidad es conocida por actividades al aire libre poco habituales en Zelanda, como el golf de tierra y el motocross.